# سكاندريجليا
سكاندريجليا هي كومونا  في مقاطعة رييتي في منطقة لاتيوم الإيطالية، وتقع على بعد حوالي 40 كيلومترًا (25 ميلًا) شمال شرق روما وحوالي 25 كيلومترًا (16 ميلًا) جنوب رييتي.
في فرازيوني بونتيشيلي سابينو ، تقع دير الفرنسيسكان وملاذ سانتا ماريا ديلي غراتسي ، الذي بُني في الأصل في القرن الخامس عشر، وعلى سفح الجبل المطل على المدينة يوجد الدير السابق وكنيسة كابيوشن أوردر سان نيكولا.

## روابط خارجية
- الموقع الرسمي